# Santos Áquila e Priscila (título cardinalício)
Santos Áquila e Priscila (em latim, Ss. Aquilae et Priscillae) é um título cardinalício instituído em 26 de novembro de 1994 pelo Papa São João Paulo II. A igreja titular deste título é Santi Aquila e Priscilla, no quartiere Portuense.

## Titulares protetores
- Jaime Lucas Ortega y Alamino (1994 - 2019)
- Juan García Rodríguez (2019 - Atual)